# Nursery Cryme
Nursery Cryme er det tredje studiealbum fra det engelske rockband Genesis, udgivet i november 1971 på Charisma Records. Det er det første Genesis-album med deltagelse af trommeslager/sanger Phil Collins og guitarist Steve Hackett. Albummet fik en blandet modtagelse af anmelderne, og blev i begyndelsen ingen kommerciel succes. Det kom først ind på den engelske hitliste i 1974, hvor dets højeste placering var som nummer 39. Albummet høstede dog større succes på kontinentet, især i Italien, hvor albummet nåede helt op som nr. 4 på albumhitlisten.
Efter at have turneret intensivt med deres tidligere album Trespass (1970), begyndte gruppen at skrive og øve sig på opfølgeren i Luxford House, East Sussex, mens selve indspilningen fandt sted i Trident Studios. Med Nursery Cryme gik bandet i en mere aggressiv retning med nogle af numrene, og særligt på trommerne hørtes en klar forbedring. I åbningsnummeret, "The Musical Box", kombineredes bandets typiske brug af tolvstrengede guitarer med mere rå elektrisk guitarer og keyboards. Sangen, et makabert eventyr placeret i Victoria-tidens England, inspirerede albumcoveret og blev senere en live-favorit. Collins gav en ny dimension til gruppen og stod for størstedelen af støttevokalen (og var ligeledes forsanger for Genesis for første gang med sangen "For Absent Friends"), og han tilføjede en vis humor til numre som "Harold The Barrel". Banks gjorde, på Hacketts opfordring, også mere brug af mellotron på flere af numrene. Bandet turnerede i et år rundt i Storbritannien og Europa for at reklamere for albummet, og det bidrog i høj grad til at højne kendskabet til bandet begge steder. Særligt spillede bandet for et meget entusiastisk publikum på den italienske del af turneen i april 1972. Nursery Cryme blev med 60.000 solgte eksemplarer endeligt certificeret sølv af British Phonographic Industry i 2013.